# پارامونت انیمیشن

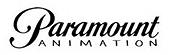
آرم اولیه

پارامونت انیمیشن بخش انیمیشن و برچسب پارامونت پیکچرز است. این بخش در تاریخ ۶ ژوئیه ۲۰۱۱ در واکنش به موفقیت رنگو و خروج دریم‌ورکس انیمیشن از پارامونت در سال ۲۰۱۲ تأسیس شد. اولین فیلم انیمیشن این بخش با نام فیلم باب‌اسفنجی: اسفنج بیرون از آب در تاریخ ۶ فوریه ۲۰۱۵ منتشر شد و آخرین فیلم آن با نام پارک شگفت‌انگیز در تاریخ ۱۵ مارس ۲۰۱۹ منتشر شد و فیلم بعدی اش به نام فیلم باب اسفنجی: اسفنج در حال فرار در تاریخ ۲۲ مهٔ ۲۰۲۰ منتشر شد.